# Madocsa
Madocsa ist eine ungarische Gemeinde im Kreis Paks im Komitat Tolna. 

## Geografische Lage
Madocsa liegt 42,5 Kilometer nordöstlich des Komitatssitzes Szekszárd und 10,5 Kilometer nordöstlich der Kreisstadt Paks am linken Ufer der Donau. Nachbargemeinden sind Bölcske und auf dem jenseitigen Donauufer Harta, Dunapataj und Ordas.

## Geschichte
Im Jahr 1913 gab es in der damaligen Großgemeinde 490 Häuser und 2187 Einwohner auf einer Fläche von 2618 Katastraljochen. Sie gehörte zu dieser Zeit zum Bezirk Dunaföldvár im Komitat Tolna.

## Sehenswürdigkeiten
- Baptistische Kirche
- Holzskulptur Férfifej
- Reformierte Kirche
- Weltkriegsdenkmal für die Opfer des Ersten Weltkriegs, erschaffen 1939 von Zsigmond Kisfaludi Strobl
- Zweiter-Weltkrieg-Gedenkpark, erschaffen von Ildikó Bakos und László Sáros

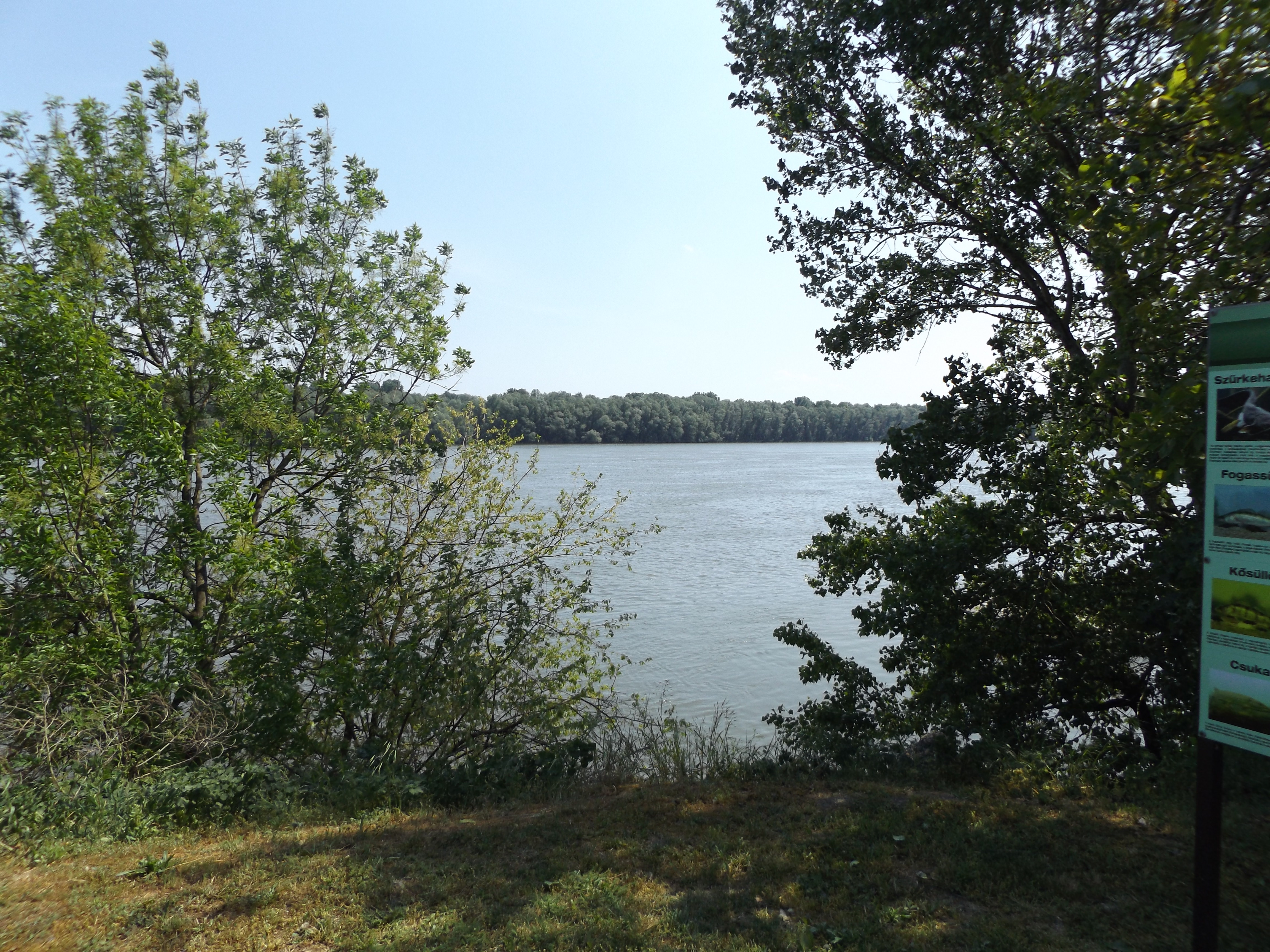
Donauufer bei Madocsa
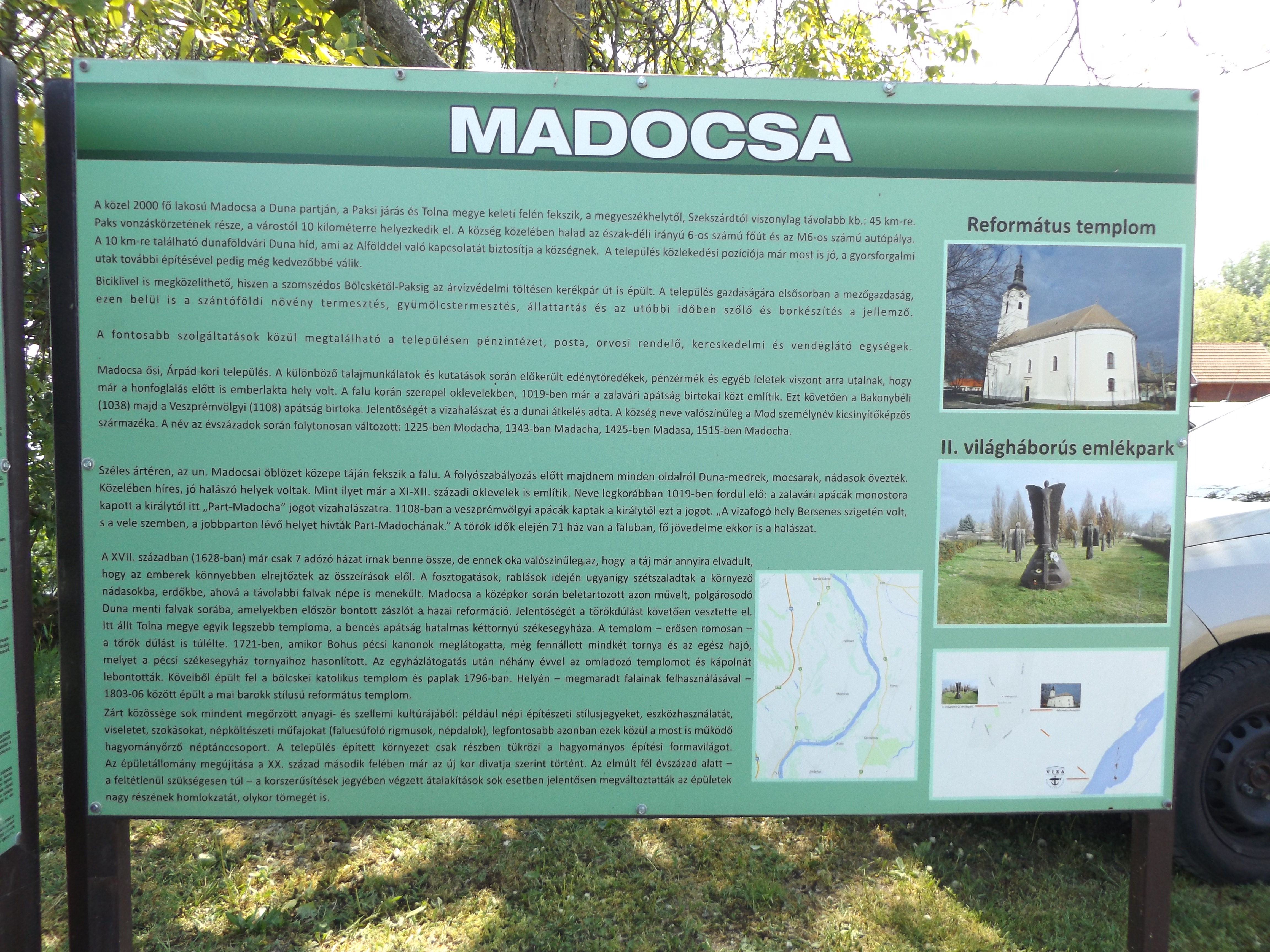
Informationstafel
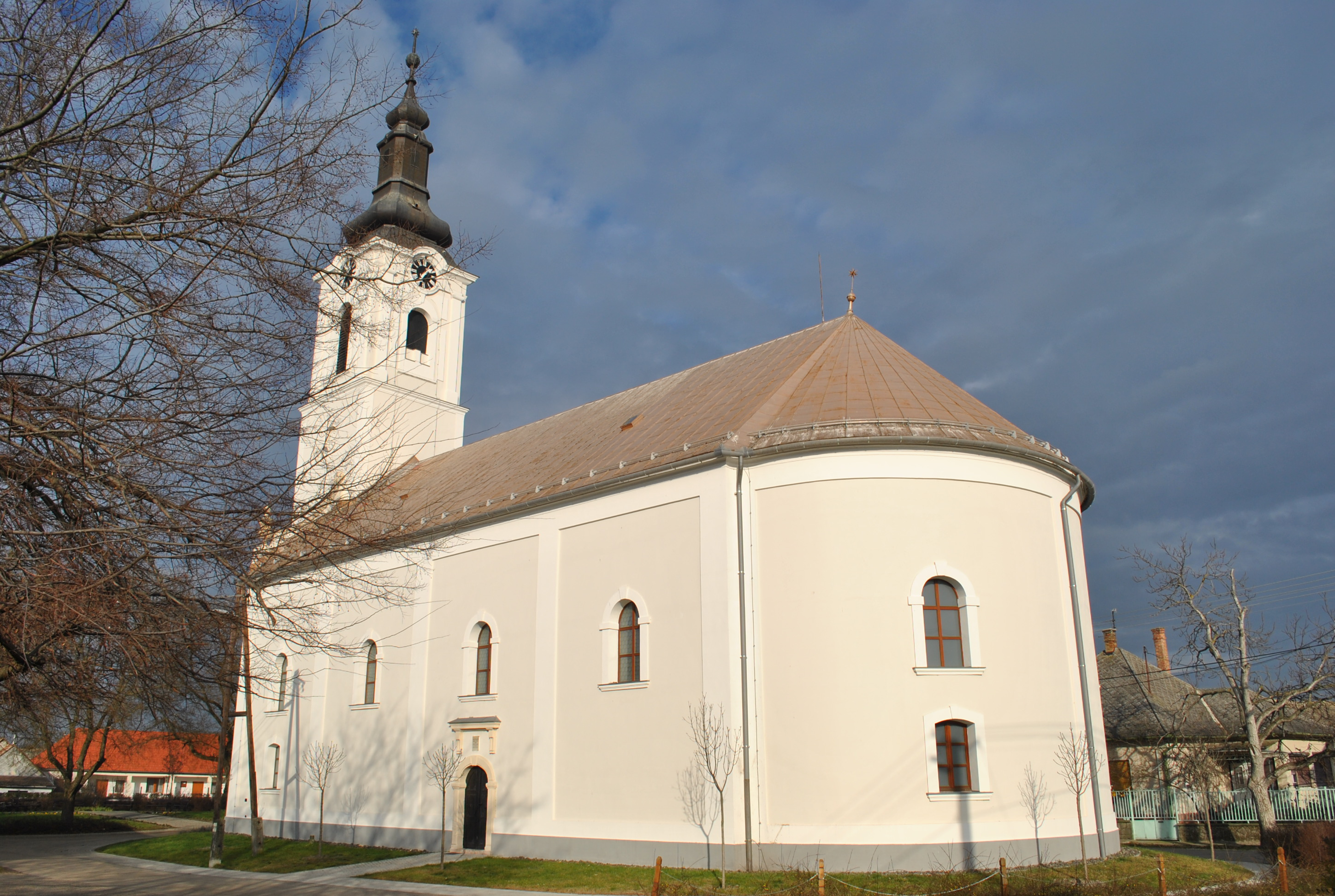
Reformierte Kirche
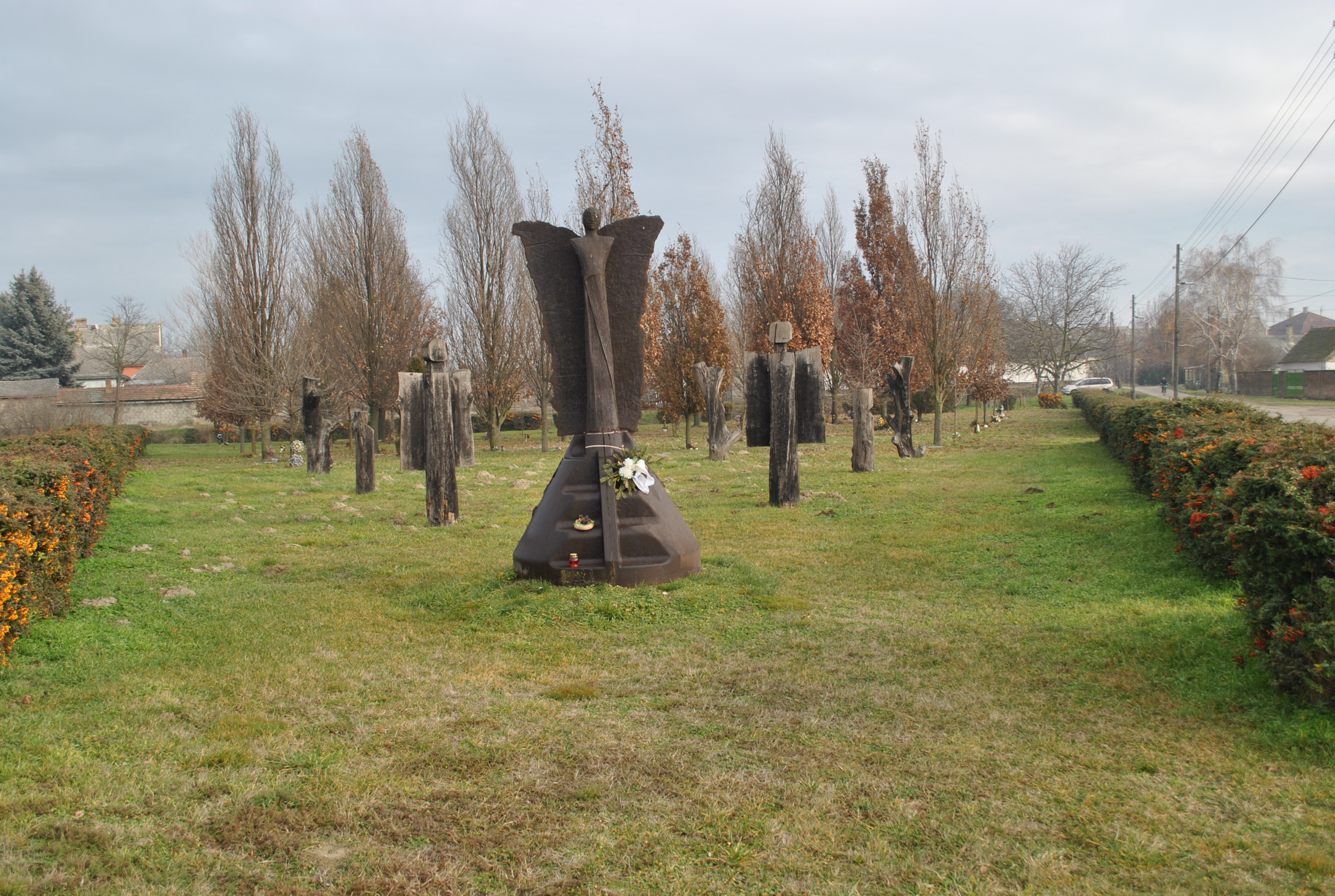
Zweiter-Weltkrieg-Gedenkpark

## Verkehr
Durch Madocsa verläuft die Landstraße Nr. 5111. Der nächstgelegene Bahnhof befindet sich gut fünf Kilometer südwestlich in Dunakömlőd.